# Джорджевич, Борисав
Борисав «Бора» Джорджевич (серб. Борисав «Бора» Ђорђевић/Borisav «Bora» Đorđević; 1 ноября 1952, Чачак, Сербия, СФРЮ — 4 сентября 2024, Любляна), известный так же, как Бора Чорба, — легендарный сербский рокер, основатель и бессменный лидер рок-группы Riblja čorba.

## Биография
Родился 1 ноября 1952 года в городе Чачак в семье военнослужащего Драголюба Джорджевича и школьной учительницы Неранджи Цвийович.
С детства Бора Джорджевич увлекался пением и рисованием, на выставке детских рисунков в Нови-Саде получил награду за коллажи. Хотел поступать на учебу в художественную школу в Загребе, но ему родители это не позволили.
В возрасте 13 лет со школьными друзьями создал первую музыкальную группу Хермелини, игравшую на самодельных инструментах зарубежные хиты, звучавшие в то время на радио. Под влиянием улицы, в подростковом возрасте был замешан в нескольких кражах, на вырученные деньги от которых приобретал музыкальные инструменты. По поимке, был признан малолетним деликвентом и получил наказание с формулировкой «освобожден под условием усиленного надзора со стороны родителей и периодического контроля органов опеки». Сразу после этого был с позором отчислен из гимназии в Чачке, в связи с чем с родителями переезжает в Белград, где его приняли в Пятую белградскую гимназию. В желании искупить прошлые грехи, усиленно берется за учебу и учится на отлично, пока до гимназии не доходит весть об истории в Чачке. После этого, несмотря на прилежную учебу, преподаватели ему ставили только тройки.
По окончании гимназии, прошёл отбор и получил роль одного из апостолов в постановке «Иисус Христос — Суперзвезда» белградского театра Ателье 212, после чего пытался поступить на факультет актерского мастерства, но принят не был. Позднее Джорджевич поступил на правовой факультет, который бросил на втором курсе.
В начале 1970-х Бора Джорджевич создал группу «Заједно», первый же сингл которой принес ему заметную популярность. В конце 1974 ушёл из группы. В январе 1975 создал фолк-рок группу «Сунцокрет», которую считал первой своей серьёзной группой, выступавшей с концертами и записывавшей пластинки. К распаду группы привел разлад, возникший по поводу написанной Джорджевичем новой песни «Лутка са насловне стране», которую остальные члены посчитали несоответствующей стилю группы. Уйдя из «Сунцокрета», Джорджевич полтора месяца пробыл членом группы «Рани Мраз» Джордже Балашевича, где также не нашёл удовлетворения своим амбициям. С тех пор остался в натянутых отношениях с Балашевичем. После ухода из группы «Рани Мраз», начал сотрудничество с давними приятелями из группы «СОС» Мирославом Алексичем, Радиславом Койичем и Мирославом Милатовичем, с которыми провел несколько записей, не вышедших в свет и по сей день считающихся потерянными.
15 сентября 1978 года в белградском ресторане Шуматовац Борисавом Джорджевичем, Мирославом Алексичем, Радиславом Койичем и Мирославом Милатовичем было принято решение о создании новой группы, вскоре получившей название Рибља чорба. Первой песней, исполненной группой, была «Лутка са насловне стране», ставшая одной из «визитных карточек» творчества Джорджевича и группы.
В 1979 году Бора Джорджевич был призван на службу в ЮНА, которую провел в пехоте в боснийском Добое. Между тем, находясь на службе, продолжал писать песни для группы, не прекращавшей своего существования.
Творчество Боры Джорджевича быстро привлекло большое число почитателей, благодаря злободневным и неполиткорректным текстам песен, а также личной харизме пьяницы-бунтаря, не лезущего за словом в карман. По этой же причине, Бора в ходе творческой карьеры неоднократно сталкивался с партийными разбирательствами и запретами концертов, связанными с песнями «На Западу ништа ново» и «Бесни пси». А написанное им стихотворение «Црни мерцедес», с намеком на манеру поведения Маршала Тито, стало причиной двух уголовных процессов, в обоих из которых Джорджевич был оправдан.
После начала гражданской войны в бывшей Югославии, Бора Джорджевич открыто поддерживал действия сербских войск в Республике Сербской и Республике Сербской Краине, за что его некоторые обвиняют в национализме и четничестве. Между тем, одновременно он был и ярым противником режима Милошевича, со стороны которого подвергался преследованиям после выхода политизированного альбома «Њихови дани» — единственного, который Бора выпустил под своим именем, дабы не компрометировать остальных членов группы. Песня с этого альбома «Баба Јула» стала своеобразным гимном народных демонстраций против режима Милошевича.
После падения режима Милошевича, Борисав Джорджевич стал членом Главного совета Демократической Партии Сербии и больше года проработал в должности советника министра культуры, но был вынужден покинуть этот пост после конфликта с журналистами телеканала В92.
Кроме написания песен для группы Рибља чорба и других югославских исполнителей, в числе которых Здравко Чолич, Желько Бебек и другие, Борисав Джорджевич сотрудничал в качестве колумниста с несколькими печатными изданиями, а также издал восемь книг с поэзией, прозой и рисунками. Автор свыше 300 песен и стихотворений. Является членом Союза журналистов и Союза писателей Сербии.

## Семья и личная жизнь
Дважды женат. В браке с первой супругой Драганой у него родился сын Борис. Также удочерил Тамару — дочь Драганы от первого брака. В феврале 2007 года Борисав и Драгана развелись, месяцем позже Драгана совершила самоубийство. В ноябре 2009 года Борисав Джорджевич женился на Александре Бркович, которая моложе него на 28 лет.

### Смерть
В конце августа 2024 года Джорджевич был госпитализирован в больницу Любляны с пневмонией. Он умер 4 сентября 2024 года в возрасте 71 года.